# 우사다 히카루
우사다 히카루는 디지캐럿 시리즈의 등장인물이다. 애니메이션에서 목소리를 연기한 성우는 일본판은 히카미 쿄코이고 한국판은 송정희(1대 디지캐럿 시리즈), 차명화(디지캐럿뇨(은하공주 디지캐럿)(한국명 : 안보나))이다.

## 소개
- 라비안 로즈 : 히카미 쿄코, 송정희(1대 디지캐럿 시리즈), 차명화(디지캐럿뇨(디지캐럿뇨(은하공주 디지캐럿)(한국명 : 안보나(라비앤로즈))

데지코, 푸치코와 달리 지구인으로 14살의 중학생으로 평소에 안경을 쓰고 머리를 두갈래로 땋아 묶고 다닌다. 본명은 우사다 히카루(KBS에서는 안보나로 개명)로 본명보다 라비안 로즈라고 부르는 것을 더 좋아한다. 변신하면 리본으로 머리를 양갈래로 묶고 머리에 토끼귀와 커다란 주사위를 달고 다닌다. 토끼귀로 헬리콥터처럼 하늘을 날아다닌다.